# Montana Jones
Montana Jones é um anime comédia-aventura exibido no Japão pela NHK em 1994. No Brasil foi exibido pelo SBT em 1995 nos programas Bom Dia & Cia e Vovó Mafalda.
Studio Juneo e a companhia italiana Rever criaram o desenho de 52 episódios como uma produção conjunta. O desenho tem uma atmosfera igual a Sherlock Hound, uma parceria Rever e TMS 10 anos antes em 1983. O elenco de Montana Jones era composto por gatos falantes imitando atitudes humanas em lugar de cães usados em Sherlock Hound.
O desenho se situa nos anos de 1930 e conta as aventuras de Montana Jones, cujo passatempo é sair correndo em busca de tesouros com seu primo Alfred Jones e com a bela repórter Melissa Sone todos sob o mundo igual ao do Indiana Jones. Desse modo eles visitam lugares reais e cidades como Pirâmides de Giza, Taj Mahal, Istambul ou a Ilha de Páscoa. Nisso Lorde Zero torna-se um rico, amante excêntrico de artes e assaltante mestre.

## Enredo
Boston, 1929: Montana Jones e seu primo Professor Alfred Jones viajam pelo mundo em busca de tesouros esquecidos para trazê-los por bem para os museus. O mentor do Alfred, o Professor Gerrit ajuda nossos heróis enviando LPs com informações. No meio do caminho, eles conhecem Melissa, uma repórter do jornal, que fala aproximadamente todas as línguas. Ela colabora com eles nas viagens. O competidor se chama Lorde Zero, um rico, amante de artes bizarras e ladrão mestre. Sua dupla de asseclas Slim & Slam trabalham para ele, e o inventor Dr. Nitro também, que inventa muitas e muitas engenhocas malucas, que ajudariam a procurar tesouros.

## Elenco

### Montana Jones
O protagonista está sempre procurando o desconhecido e não teme fazer coisas de alto risco. Junto com seu parceiro Alfred ele viaja pelo mundo procurando tesouros por Gerrit, o mentor do Alfred. Os planos dos nossos heróis são freqüentemente sabotados por Lorde Zero. Montana trabalha no restaurante de sua tia para financiar seu avião Gatinho, um avião marítimo GS Supermarinho constantemente precisando de consertos. Ele vive em algum lugar da costa de Boston. Rumores informam que Montana nutre uma paixão por Melissa Sone.

### Alfred Jones
Alfred gosta de estudar antigas culturas, idiomas estrangeiros, e tesouros. Em outro lugar, ele teme perigos, viagens, e não sabe nadar, o que o transforma em um contrário do seu amigo Montana. Juntos, ambos formam um bom grupo. Alfred gosta de sua mãe e de comer espaguete bolonhesa, que freqüentemente prepara para Melissa e Montana.

### Melissa Sone
Esta repórter freqüentemente ajuda Montana e Alfred e é filha de um diplomata. Trabalha no jornal e gosta de fazer compras e de viajar com ambos.

### Lorde Zero
O vilão da história, constantemente tentando roubar todo o tesouro por si mesmo. Usualmente seus planos vão por água abaixo devido à falha de seus assistentes Slim & Slam e Dr. Nitro. Lorde é notável por seus grupos trabalhadores, que têm toda funcionalidade estranha e diversa. Zero está constantemente em uma situação constrangedora e odeia pessoalmente o bordão "Desculpa, não teria acontecido se você me desse mais tempo e mais dinheiro."

### Slim & Slam
Essa dupla são os assistentes inocentes do Lorde Zero. Ambos sabem que encontrar tesouros por sua própria conta daria muito certo mas sua lealdade é mais grande que atrevimento. Eles freqüentemente trabalham duro para Lorde Zero, e quando nada sai conforme planejado eles usualmente pegam a culpa. Ironicamente, Slim é o mais grande da dupla.

### Dr. Nitro
Dr. Nitro é o assistente do Lorde Zero e um gênio. Ele é o inventor de máquinas para o Lorde Zero que nunca fazem nada de acordo com o plano, e freqüentemente solta o bordão "Não teria acontecido se você me desse mais tempo e mais dinheiro." para protegê-las. Infelizmente, Lorde Zero ODEIA esse bordão.